# Bipalium kewense
Espèce

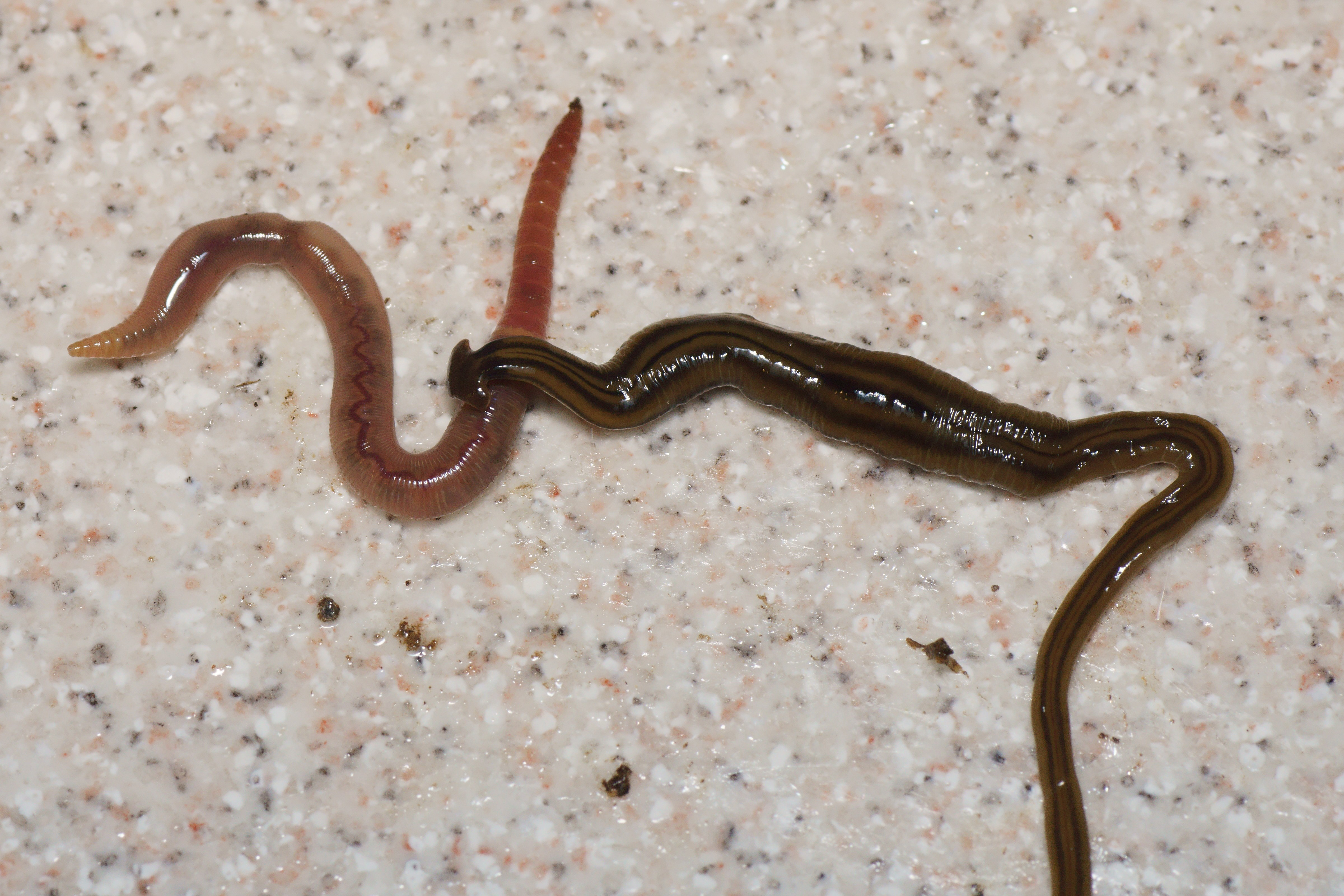
Bipalium kewense capturant un ver de terre

Bipalium kewense est une espèce de vers plats terrestres du genre Bipalium et de la famille des Geoplanidae (sous-famille des Bipaliinae).

## Description
Bipalium kewense est un ver plat allongé et mince, mesurant entre 10 cm et 40 cm de long. La tête, en forme de demi-lune et précédée d'un cou noir, est plus large que le corps. Le dos, de couleur ocre clair, est rayé de cinq bandes longitudinales de couleur noire à grise. Le ventre est de couleur ocre clair.
Ce ver plat a des caractéristiques en commun avec Bipalium  adventitium, avec une coloration et une période d'incubation similaires. Les individus de B. kewense  sont cependant de taille largement plus grande en pouvant atteindre 40 cm de long.
Il ne faut pas non plus le confondre avec une espèce qui lui ressemble, Diversibipalium multilineatum, aussi introduite en France.

## Écologie et comportement

### Déplacement
Le film suivant présente le déplacement de Bipalium kewense sur le sol.

### Alimentation
Bipalium kewense se nourrit entre autres de vers de terre. Cependant son comportement n'a pas été entièrement étudié et Bipalium kewense pourrait se nourrir d'autres organismes.

### Reproduction
C'est une espèce hermaphrodite, comme tous les Triclades. La reproduction dans les régions d'origine est sexuelle, mais les individus trouvés dans le monde entier ont abandonné la reproduction sexuée. Dans ce cas, un petit morceau se détache au niveau de la queue et recrée un individu entier en faisant repousser une tête, un phénomène appelé scissiparité.

## Habitat et répartition
Bipalium kewense serait originaire d'Indochine mais l'espèce a été introduite accidentellement en Amérique du Nord et dans le sud-ouest de l'Europe.
L'espèce est documentée en France continentale (Labourd, gave de Pau, Biscarrosse, Arcachon, Nantes, Hérault, côte d'Azur…), Corse-du-Sud, La Réunion, Guyane, Martinique, Guadeloupe, Bora-Bora comme à Cuba, aux Açores, en Cantabrie…,,,.

## Systématique
Le nom valide complet (avec auteur) de ce taxon est Bipalium kewense Moseley, 1878.

### Synonymes
Bipalium kewense a pour synonymes les espèces suivantes :
- Placocephalus kewensis (Moseley, 1878)
- Sphyrocephalus kewense Hallez, 1890

### Sous-espèces
Selon World Register of Marine Species (17 janvier 2024), une sous-espèce a été identifiée : Bipalium kewense viridis Lehnert, 1891.